# Frösi
Pour les articles homonymes, voir Fröhlich.

Logo

Fröhlich sein und singen (Être joyeux et chanter), puis, à partir de 1965, Frösi est une revue est-allemande destinée aux enfants et publiée du 25 juin 1953 à mars 1991 par la Pionierorganisation Ernst Thälmann, l'organisation de jeunesse officielle du régime. Son nom vient de l'hymne du mouvement.
On y trouve des bandes dessinées, des articles sur la nature, la science, les technologies, etc. Bien qu'assez faible dans un premier temps, la propagande y devient de plus en plus présente au fil du temps, faisant considérablement baisser la qualité, avant qu'une certaine liberté permette de renouer avec elle dans les années 1980.
Son premier rédacteur en chef a été Dieter Wilkendorf ; l'ont suivi de 1967 à 1974 Heimtraud Eichhorn et de 1975 à 1991 Wilfried Weidner.
En mars 1991, Frösi cesse de paraître. Depuis, quelques tentatives ont été faites pour réanimer le titre dans une veine nostalgique (un unique numéro en juin 2002, un mensuel de mai à novembre 2005), mais sans succès.

### Documentation
- (de) Orlando, Frösi, sur Orlandos wörld.